# Plakothira
Plakothira är ett släkte av brännreveväxter. Plakothira ingår i familjen brännreveväxter.
Kladogram enligt Catalogue of Life:
| Plakothira | \| \| Plakothira frutescens \| \| \| \| \| \| Plakothira parviflora \| \| \| \| \| \| Plakothira perlmanii \| \| \| \| |
|            | \| \| Plakothira frutescens \| \| \| \| \| \| Plakothira parviflora \| \| \| \| \| \| Plakothira perlmanii \| \| \| \| |
|            | Aosa |
|            | |
|            | Blumenbachia |
|            | |
|            | Caiophora |
|            | |
|            | Cevallia |
|            | |
|            | Chichicaste |
|            | |
|            | Eucnide |
|            | |
|            | Fuertesia |
|            | |
|            | Gronovia |
|            | |
|            | Huidobria |
|            | |
|            | Kissenia |
|            | |
|            | Klaprothia |
|            | |
|            | Loasa |
|            | |
|            | Mentzelia |
|            | |
|            | färgkronor |
|            | |
|            | Petalonyx |
|            | |
|            | Presliophytum |
|            | |
|            | Schismocarpus |
|            | |
|            | Scyphanthus |
|            | |
|            | Xylopodia |
|            | |
|            | Plakothira frutescens                                                                                                  |
|            | |
|            | Plakothira parviflora                                                                                                  |
|            | |
|            | Plakothira perlmanii                                                                                                   |
|            | |

|  | Plakothira frutescens |
|  |                       |
|  | Plakothira parviflora |
|  |                       |
|  | Plakothira perlmanii  |
|  |                       |